# Edgewood (Indiana)
Pour les articles homonymes, voir Edgewood.
Edgewood est une municipalité américaine située dans le comté de Madison en Indiana.

## Géographie
La municipalité s'étend en 2010 sur une superficie de 0,81 mille carré (2,1 km2).

## Histoire
Edgewood est fondée en 1916 par General Motors à l'est d'Anderson.

## Démographie
Lors du recensement de 2010, la population d'Edgewood est de 1 913 habitants.